# Jimmy (film 1915)
Jimmy è un cortometraggio muto del 1915. Il nome del regista non viene riportato.
I due protagonisti sono interpretati da Lamar Johnstone e Guy Oliver.

## Produzione
Il film fu prodotto dalla Selig Polyscope Company.

## Distribuzione
Distribuito dalla General Film Company, il film - un cortometraggio in un rullo - uscì nelle sale cinematografiche statunitensi il 28 luglio 1915.